# Jussara Freire
Jussara Rocha Freire ( São Paulo , 8 de febrero de 1951) es una actriz y presentadora brasileña, famosa por su trabajo en televisión, cine y teatro.
Inició su carrera en la década de 1970, ganando protagonismo en varias telenovelas. Pero posteriormente su carrera fue consolidándose como uno de los grandes nombres de la telenovela brasileña, hasta consolidarse como una prestigiosa actriz gracias a su actuación en la telenovela Pantanal (1990), por la que logró el reconocimiento de crítica y público y fue galardonada como mejor actriz en el Trofeo de la Prensa y el Premio APCA .